# 12e congresdistrict van Californië

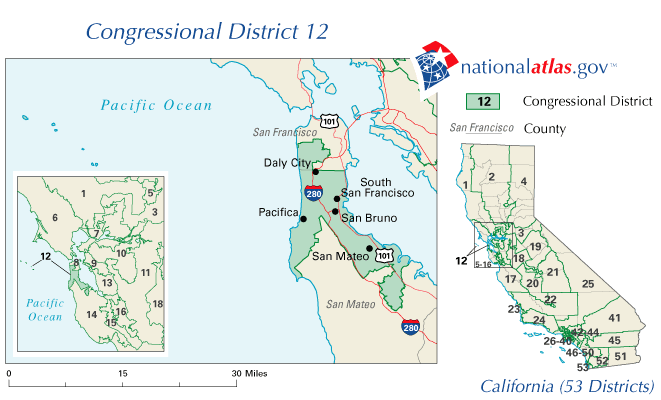
Kaart van het 12e congresdistrict van Californië

Het 12e congresdistrict van Californië, vaak afgekort als CA-12, is een kiesdistrict voor het Amerikaanse Huis van Afgevaardigden. Het omvat het zuidwestelijke deel van San Francisco en delen van San Mateo County ten zuiden van San Francisco. Behalve delen van laatstgenoemde stad, vallen ook de steden Daly City, Pacifica, San Bruno, San Mateo en South San Francisco onder het twaalfde district. Het grenst aan het 8e district in het noorden en het 14e in het zuiden. Het twaalfde district is volledig stedelijk van aard.
Het twaalfde district lag oorspronkelijk, in de jaren 30, in Los Angeles. Toekomstig president Richard Nixon vertegenwoordigde het district van 1947 tot en met 1950. Sindsdien is het stapsgewijs naar het noorden verschoven. Sinds 1993 ligt het in het zuidwesten van de San Francisco Bay Area, de huidige ligging. Voordien behoorde San Mateo County toe aan het 11e district.
De Democrate Jackie Speier vertegenwoordigt het district sinds 2008. In 2010 geraakte zij vlot herverkozen. De Democratische Partij scoort over het algemeen erg goed in het twaalfde district. In de presidentsverkiezingen van 2004 overtuigde John Kerry 71,5% van de kiezers. Barack Obama won in 2008 met 74,3% van de Republikein John McCain.